# Ромашонки (Советский район)
Ромашонки — упразднённая в 2012 году деревня в Советском районе Кировской области России.

## География
Урочище находится в южной части области, на расстоянии приблизительно 18 километров (по прямой) к юго-востоку от города Советска, административного центра района.
Абсолютная высота — 156 метров над уровнем моря.

## История
В «Списке населенных мест Российской империи», изданном в 1876 году, населённый пункт упомянут как починок Домрачеев (Ромашенки) Яранского уезда (2-го стана), при безымянном ключе, расположенный в 74 верстах от уездного города Яранска. В починке насчитывалось 11 дворов и проживало 97 человек (48 мужчин и 49 женщин).

К 1926 году деревня входила в состав Фокинского сельсовета Лебяжской волости Уржумского уезда.
Упразднена в 2012 году.

## Население
В 1926 году население деревни составляло 111 человек (45 мужчин и 66 женщин).
Согласно результатам переписи 2002 года, в деревне проживало 2 человека (русские).

## Инфраструктура
На 1926 год — 26 хозяйств (все крестьянские).